# Santa Eulalia del Campo
Pour les articles homonymes, voir Santa Eulalia.
Santa Eulalia del Campo est une commune d’Espagne, dans la province de Teruel, communauté autonome d'Aragon comarque de Teruel.

## Géographie
La ville est située dans la dépression longitudinale ibérique Calamocha-Teruel, à 984 mètres d'altitude. Elle s'étend sur la rive droite de la rivière Jiloca, à l'ouest de la Sierra de Palomera. La municipalité a une superficie de 80,87 km2.
Le système hydrographique de Santa Eulalia appartient entièrement au bassin hydrographique de l'Èbre : le fleuve Jiloca traverse la municipalité de Santa Eulalia et se jette dans le fleuve Jalón lors de son passage à Calatayud. La rivière Jalón se jette dans l’Èbre, dans la ville de Torres de Berrellén, à Saragosse. La ville jouit d'un climat méditerranéen continental avec de fortes oscillations dans ses températures saisonnières, diurnes et nocturnes. Le vent appelé « cierzo » y souffle, et la température moyenne annuelle est de 11,1 degrés.
Las limites de la ville sont au nord les communes d'Alba et Torremocha de Jiloca, au sud celles de Cella et Villarquemado, à l'Est avec Camañas et Celadas et à l'Ouest avec Pozondón et Albarracín.

## Histoire
L’origine de Santa Eulalia del Campo peut être associée à un vieux village appelé « Tres Torres », comme en témoigne son blason.
Cependant, il existe des sources historiques qui ne partagent pas cette théorie, écartant ainsi la relation entre le blason de la ville et son origine. La théorie la plus logique pour comprendre la présence des trois tours sur le blason est l'importante participation à la ville d'une famille noble. De ce point de vue, il devait être lié à la famille Heredia ou Fernández de Heredia qui apparaît dans la documentation de l'époque peu après la conquête de Teruel, du XIIIe siècle au XVIe siècle, à Teruel et à Albarracín.
En 1335, le doyen de la cathédrale d'Albarracín accorda à Pedro Fernández de Heredia le bail d'une ferme à Santa Eulalia. Le blason de cette famille porte 3,5,6 ou 7 tours sur un champ rouge.
Ce fut le roi d'Aragon Alphonse Ier, qui conquit la ville, à l'époque de la conquête de Monreal del Camp. À sa mort, tout le territoire entre cette ville et Cella passa aux mains des Maures et la région fut complètement dépeuplée.
Dans les documents du roi aragonais Jacques I le Conquérant faisant référence à la province de Teruel, il est seulement fait référence à Santa Eulalia dans un document du 7 mars 1258 dans lequel il est dit: « le roi se constitue, à la demande de Dom Álvaro Pérez de Azagra, seigneur d'Albarracín, garant de Gil Sánchez, juge de Teruel et de sa famille pour les villages de Santa Eulalia et de Gadel, pour lesquels Dom Álvaro est obligé à hauteur de 8 000 salaires Jacques (es) ».
On pense que la véritable histoire de la municipalité commence après la reconquête et le repeuplement de Teruel par Alphonse II en 1171. Le territoire appartenant à la Sierra de Albarracín est devenu dépendant de la seigneurie de l'Azagra. Álvaro Pérez de Azagra le donna à sa fille sous forme de dot lorsqu'elle épousa Dom Teobaldo de Navarra jusqu'à ce qu'en 1284 ce domaine soit conquis par Pierre III d'Aragon. Par la suite, le gouvernement local passa aux infants royaux. L'annexion du domaine à la Couronne aura lieu de nombreuses années plus tard, en 1367.
Parmi les personnages les plus importants de Santa Eulalia, il convient de citer l'illustre Isidoro de Antillón y Marzo, né à Santa Eulalia en 1778 et décédé en 1814. Ce docteur en droit était également un homme politique libéral renommé, écrivain, historien prolifique et géographe expert. Il a été député à Aragon des Cortes constituantes de Cadix en 1812 et, en 1802, il a formé le premier atlas complet d'Espagne. Sur la place, la ville qui porte son nom (avant le général Varela), se dresse son buste en pierre.